# Базальная температура
Базальная температура тела — самая низкая температура, достигаемая телом во время отдыха (обычно во время сна). Обычно измеряется[где?] сразу после пробуждения, прежде, чем была предпринята любая физическая активность, хотя температура, измеренная таким способом, несколько выше, чем истинная базальная температура тела (см. рисунок). У женщин овуляция вызывает повышение базальной температуры на 0,25 — 0,5 °C; измерение базальной температуры — один из способов определения дня овуляции.

## Температурный метод
Измерение базальной температуры тела (БТТ) — это тест функциональной диагностики, позволяющий оценить состояние гормонального гомеостаза в организме женщины и косвенно позволяет определить фертильную фазу менструального цикла женщины. Измерение БТТ используется для определения дней воздержания (биологический метод контрацепции) при невозможности или нежелании использования других контрацептивных средств. Он был впервые разработан английским профессором Маршаллом в 1953 году.
Базальную температуру следует измерять в прямой кишке ежедневно сразу же после пробуждения, не вставая с постели, после минимум 3-часового беспрерывного сна. Существуют другие приемы измерения базальной (базовой) температуры: влагалищный и оральный, но они не являются стандартными.
Этот метод требует самодисциплины и отрегулированного режима дня, так как температуру следует измерять примерно в одно и то же время. На температуру влияет множество факторов физического и психологического состояния: недосыпание, принятый накануне алкоголь, кишечные расстройства, стресс, половой акт, болезни. Поэтому принято любые отклонения от нормы заносить в графу «Пометки» в нижней части графика.
Результаты замеров заносят в специальную таблицу, по значениям температуры строят график. Благодаря тому, что примерно за сутки до овуляции температура несколько понижается, а во время овуляции повышается на 0,3 — 0,6 градуса и держится на этом уровне до окончания цикла, на основании полученного графика можно наглядно судить о дате овуляции.
В комбинации с цервикальным, температурный метод является довольно надёжным методом контрацепции (при условии воздержания с 1 дня менструального цикла до дня овуляции + 3 дня) — теоретический индекс Перля составляет всего 0,3 (то есть теоретически метод эффективен почти так же, как гормональные контрацептивы). В режиме воздержания 9 дней (от −6 до +3 дня от овуляции при регулярном цикле) индекс Перля, по данным разных авторов, 2—16.
Кроме того, полная картина температурных изменений тела, зафиксированная в виде графика, также помогает определить отсутствие овуляции и выявить причину бесплодия.

### Типы температурных кривых
I тип — повышение температуры во вторую фазу цикла не менее чем на 0,4 °C; имеется «предовуляторное» и «предменструальное» падение температуры. Длительность повышения температуры 12-14 дней. Такая кривая типична для нормального двухфазного менструального цикла;
II тип — имеется слабо выраженный подъём температуры (0,2-0,3 °C) во вторую фазу. Такая кривая свидетельствует об эстроген-прогестероновой недостаточности;
III тип — температура повышается незадолго перед менструацией и нет «предменструального» её падения. Вторая фаза короче 10 дней. Такая кривая характерна для двухфазного менструального цикла с недостаточностью второй фазы;
IV тип — монотонная кривая (нет изменений на протяжении всего цикла). Такая кривая отмечается при ановуляторном (овуляция отсутствует) цикле;
V тип — атипическая (хаотичная) температурная кривая. Отмечаются большие размахи температуры, не укладывается ни в один из вышеописанных типов. Такой тип кривой может наблюдаться при выраженной эстрогенной недостаточности, а также может зависеть от случайных факторов.